# Mary Kay Letourneau – Eine verbotene Liebe
Mary Kay Letourneau – Eine verbotene Liebe (All-American Girl: The Mary Kay Letourneau Story) ist ein US-amerikanischer Fernsehfilm aus dem Jahr 2000.

## Handlung
Der Film erzählt die wahre Geschichte der Lehrerin Mary Kay LeTourneau (gespielt von Penelope Ann Miller) und ihrer Liebesbeziehung zu ihrem erst 12-jährigen Schüler Vili (gespielt von Omar Anguiano).
Mary Kay ist eine ganz normale Frau. Sie ist verheiratet, hat 4 Kinder und arbeitet als Lehrerin. Nach außen scheint es keine Probleme zu geben. Tatsächlich sind sie und ihr Mann fast ständig pleite und Streit ist vorprogrammiert. Sie beginnt eine Liebesbeziehung mit ihrem damals erst 13-jährigen Schüler Vili, mit dem sie sich seelenverwandt fühlt. Beide beginnen schließlich auch miteinander zu schlafen, wovon Mary Kay schwanger wird. Der Cousin ihres Ehemanns Steve zeigt sie schließlich an. Da Vili sich jedoch nicht als Opfer sieht und auch dessen Mutter vor Gericht für Mary Kay aussagt, wird diese nur zu einer geringen Haftstrafe verurteilt, welche durch die Untersuchungshaft abgegolten war. Ihr wird auferlegt an einer Therapie teilzunehmen, außerdem wird ihr jeglicher Kontakt zu Minderjährigen ohne Aufsicht verboten. So darf sie weder ihre Kinder noch Vili regelmäßig sehen. Das Kind der beiden, ein Mädchen, wird von Vilis Mutter großgezogen. Trotzdem trifft sie sich mit Vili, beide werden von der Polizei auf der Rücksitzbank eines Autos ertappt. Bei sich hatten sie einen Pass, eine größere Summe Geld und Babysachen, vermutlich für ihr gemeinsames Kind. Nun muss Mary Kay für 7½ Jahre ins Gefängnis, wo sie Vilis 2. Kind, wieder ein Mädchen, bekommt, welches ebenfalls von Vilis Mutter aufgenommen wird.